# Liz Mitchell
Elizabeth Rebecca Mitchell, ismertebb nevén Liz Mitchell (Clarendon Parish, 1952. július 12. –) jamaikai születésű brit énekesnő, a Boney M. együttes korábbi tagja.
11 évesen költözött családjával Londonba Jamaicából, majd később Berlinbe települt át. 1976-ban, a Katja Wolff ügynökségen keresztül csatlakozott a Boney M.-hez, amelynek az egyik vezető énekese lett, az ő énekét tartják a legmeghatározóbbnak az együttes dalaiban. 1986-ban az együttes feloszlott, Mitchell ezt követően szólóénekesként folytatta, több nagylemeze is megjelent.

## Diszkográfia

### Nagylemezek
- No One Will Force You (1988)
- Share the World (1999)
- Christmas Rose (2000)
- Let It Be (2004)
- Liz Mitchell Sings the Hits of Boney M. (2005)